# Supercoppa portoghese 2019 (pallavolo maschile)
La Supercoppa portoghese 2019 si è svolta il 12 ottobre 2018: al torneo hanno partecipato due squadre di club portoghesi e la vittoria finale è andata per l'ottava volta, la seconda consecutiva, al Benfica.

## Regolamento
Le squadre hanno disputato una gara unica.

## Squadre partecipanti
| Squadra           | Qualificazione                                                    | Ultima partecipazione      |
| ----------------- | ----------------------------------------------------------------- | -------------------------- |
| Benfica           | Vincitrice Primeira Divisão 2018-19 e Coppa di Portogallo 2018-19 | Supercoppa portoghese 2018 |
| Fonte do Bastardo | Finalista Coppa di Portogallo 2018-19                             | Supercoppa portoghese 2016 |

## Torneo
| 12 ottobre 2019 Pavilhão Cidade de Almada, Almada Durata: 1h:18 - Spettatori: 750 | Benfica | 3 - 0 | Fonte do Bastardo | 25-14, 25-18, 25-22 |